# Titularbistum Emmaüs
Emmaüs (it.: Emmaus) ist ein Titularbistum der römisch-katholischen Kirche.
Es geht zurück auf einen früheren Bischofssitz in der antiken Stadt Emmaus Nikopolis bei Jerusalem in der römischen Provinz Syria Palaestina bzw. Palaestina Prima, das der Kirchenprovinz Caesarea in Palaestina angehörte.
| Titularbischöfe von Emmaüs |                                             | |                    |                   |
| Nr.                        | Name                                        | Amt | von                | bis               |
| 1                          | Bartolomeo Fargna                           | | 20. Februar 1729   | 1730              |
| 2                          | Lothar Friedrich von Nalbach                | Weihbischof in Trier (Deutschland) | 2. Oktober 1730    | 11. Mai 1748      |
| 3                          | Kajetan Ignacy Sołtyk                       | Koadjutorbischof in Kiew (Polen-Litauen) | 22. September 1749 | 19. April 1756    |
| 4                          | Franciszek Kobielski                        | Weihbischof in Luceoria o Łuck (Polen-Litauen) | 28. Juni 1760      | 1. Mai 1766       |
| 5                          | Adam Stanisław Naruszewicz SJ               | Koadjutorbischof in Smolensk (Polen-Litauen) | 13. März 1775      | 28. November 1788 |
| 6                          | Johann Maximilian Freiherr von Haunold      | Weihbischof in Mainz (Kurmainz/Großherzogtum Hessen) | 18. Juni 1792      | 20. Januar 1807   |
| 7                          | Jean-Denis Gauthier MEP                     | 10. November 1839–27. März 1846 Apostolischer Koadjutorvikar von Westtonkin, 27. März 1846–8. Dezember 1877 Apostolischer Vikar von Südtonkin (Kaiserreich Vietnam) | 10. Dezember 1839  | 8. Dezember 1877  |
| 8                          | Henricus den Dubbelden                      | Apostolischer Vikar von ’s-Hertogenbosch (Niederlande) | 14. Januar 1842    | 1851              |
| 9                          | James Laird Patterson                       | Weihbischof in Westminster (Vereinigtes Königreich Großbritannien und Irland)                                                                                       | 20. April 1880     | 3. Dezember 1901  |
| 10                         | Algernon Charles Stanley                    | Weihbischof in Westminster (Vereinigtes Königreich Großbritannien und Irland/Vereinigtes Königreich)                                                                | 12. Februar 1903   | 23. April 1928    |
| 11                         | Giuseppe Signore                            | emeritierter Bischof von Telese o Correto Sannita (Italien) | 1. Dezember 1928   | 11. August 1944   |
| 12                         | Joseph Patrick Donahue                      | Weihbischof in New York (USA) | 27. Januar 1945    | 26. April 1959    |
| 13                         | Jolando Nuzzi                               | Weihbischof in Sabina e Poggio Mirteto (Italien) | 8. August 1959     | 20. Mai 1961      |
| 14                         | Carlo Maccari                               | Generalassessor der Azione Cattolica (Italien) | 10. Juni 1961      | 31. Oktober 1963  |
| 15                         | Franco Costa Titularerzbischof pro hac vice | Generalassessor der Azione Cattolica (Italien) | 18. Dezember 1963  | 22. Januar 1977   |
| 16                         | Giacinto-Boulos Marcuzzo                    | Weihbischof in Jerusalem (Palästinensische Autonomiegebiete, Israel, Jordanien und Zypern)                                                                          | 29. Oktober 1994   |                   |